# Vodňany
Vodňany, (in tedesco Wodnian) è una città della Repubblica Ceca facente parte del distretto di Strakonice, in Boemia Meridionale.